# Katastrofa lotu Helios Airways 522

Miejsce katastrofy

Katastrofa lotu Helios Airways nr 522 – katastrofa lotnicza, która wydarzyła się 14 sierpnia 2005, 25 kilometrów od stolicy Grecji – Aten, w miejscowości Grammatiko. W wyniku katastrofy śmierć poniosły wszystkie 121 osób przebywających na pokładzie samolotu. Krytyczne opinie o Helios Airways w związku z katastrofą doprowadziły do jej likwidacji w następnym roku.

## Przebieg lotu
Przyczyną katastrofy najprawdopodobniej był nieszczęśliwy zbieg okoliczności, związany z błędem inżynierów w czasie prac serwisowych w maszynie na ziemi oraz pilotów błędnie interpretujących sygnał alarmowy, uruchomiony na skutek dekompresji w czasie wznoszenia. W jej następstwie pasażerowie i załoga utraciła przytomność. Pozbawiony kontroli samolot z góry skazany był na zderzenie z ziemią, co nastąpiło 3 godziny po starcie.
Dopiero gdy odnaleziono drugą czarną skrzynkę i odesłano ją do Francji do analizy, zdołano ustalić przyczyny katastrofy. Jak się okazało, urządzenie działało w czasie lotu prawidłowo, co po wypadku umożliwiło odczytanie danych dotyczących przebiegu lotu oraz zapisu głosów w kabinie załogi.
Drobiazgowe badania potwierdziły podejrzenie, że przełącznik sterujący układem wyrównującym ciśnienie powietrza wewnątrz samolotu, został omyłkowo pozostawiony przez mechaników serwisujących maszynę rano przed lotem w pozycji „manual” zamiast „auto”. Położenie „auto” w normalnym locie odpowiada za konsekwentną zmianę ciśnienia powietrza wraz ze zmianą wysokości lotu, aby wewnątrz kabiny zapewnić dostateczną ilość tlenu dla pasażerów i załogi. W położeniu „manual” kabina nie utrzymuje sama stałego ciśnienia powietrza i musi być kontrolowana przez pilotów. W przeciwnym razie, wraz ze zwiększaniem wysokości lotu stopniowo spada ilość dostępnego tlenu, prowadząc do dekompresji i omdlenia ludzi znajdujących się wewnątrz samolotu. Piloci niewłaściwie zinterpretowali uruchomiony sygnał alarmowy, który włączył się na skutek dekompresji w kabinie pasażerskiej samolotu i kontynuowali wznoszenie. Już po kilkunastu minutach na skutek hipoksji stracili przytomność i pomimo nawiązania łączności z kontrolą naziemną próbującą pomóc, nie potrafili już wykonać żadnych czynności, które mogłyby uchronić samolot przed katastrofą.

## Przebieg katastrofy
| Dystans przebyty przez samolot i miejsce katastrofy                                                                           | |
| Data: 14 sierpnia 2005 Czas podano według strefy czasowej wschodnioeuropejskiej letniej (EEST; UTC +3) w notacji 24-godzinnej | |
| Czas | Wydarzenie |
| 09:00 | Planowany wylot |
| 09:07 | Samolot opuszcza port lotniczy Larnaka |
| 09:12:38 | Sygnał ostrzegawczy dotyczący ciśnienia w kabinie, przy wysokości 3 670 m (12 040 stóp)                                                                                           |
| 09:14:11 | Piloci zgłaszają problem z klimatyzacją |
| 09:20:21 | Ostatni kontakt z załogą; wysokość lotu wynosi 8 809 m (28 900 stóp) |
| 09:23:32 | Samolot leci na wysokości 10 400 m (34 000 stóp), przypuszczalnie na autopilocie                                                                                                  |
| 09:37 | Samolot wlatuje w Rejon Informacji Powietrznej Aten; Wieża kontroli lotów w Nikozji informuje wieżę kontroli lotów w Atenach o utracie kontaktu. Samolot rozpoczyna okrążać Ateny |
| 10:12–10:50 | Brak odpowiedzi na wywołania ze strony wieży kontroli lotów w Atenach |
| 10:45 | Planowane lądowanie na lotnisku w Atenach |
| 10:54 | Wspólne Ratownicze Centrum Koordynacyjne w Atenach zaalarmowane o możliwym uprowadzeniu samolotu                                                                                  |
| 11:05 | Start dwóch myśliwców F-16 z portu lotniczego Nea Anchialos |
| 11:23:51 | Myśliwce odnajdują samolot nad Kieą (Morze Egejskie) |
| 11:32 | Piloci myśliwców dostrzegają nieprzytomnego drugiego pilota, brak oznak zagrożenia terrorystycznego                                                                               |
| 11:49 | Piloci myśliwców zauważają osobę w kokpicie, przypuszczalnie próbującą odzyskać kontrolę nad samolotem                                                                            |
| 11:49:50 | Lewy (#1) silnik przestaje działać, prawdopodobnie z powodu braku paliwa |
| 11:54 | Rejestrator dźwięków w kokpicie (CVR) nagrywa pięć komunikatów mayday |
| 11:59:47 | Prawy (#2) silnik przestaje działać |
| 12:03:32 | Samolot uderza w zbocze góry w okolicy miejscowości Grammatiko |

Pierwsze problemy pojawiły się o 10:30, kiedy to zawiodły próby nawiązania kontaktu z lotniskiem im. Elefteriosa Wenizelosa w Atenach. Po paru minutach piloci zgłosili pojawienie się problemów bazie w Larnace i był to ostatni kontakt z samolotem. Nie doszło do planowanego międzylądowania o 10:45 w Atenach (docelowo samolot miał lecieć do Pragi), w odpowiedzi na to wysłane zostały dwa myśliwce F-16 z zadaniem zbadania sytuacji. O godzinie 11:18 pilotom F-16 udało się nawiązać kontakt wzrokowy z Boeingiem – odkryli nieprzytomnych pilotów za sterami samolotu. Przez jakiś czas samolot utrzymywał się w powietrzu dzięki autopilotowi, który na skutek braku reakcji załogi utrzymywał go nad ateńskim lotniskiem. Piloci myśliwców zauważyli jakiś czas później w kabinie poruszającą się osobę. Mężczyzna ten sprawiał wrażenie, jak gdyby próbował przejąć kontrolę nad maszyną. Późniejsze badania DNA ciał znalezionych w kabinie dowiodły, że do kabiny pilotów wszedł steward Andreas Prodromou i to on usiłował sprowadzić samolot na ziemię. Dziś wiadomo, jak to się stało, że jedna osoba zachowała świadomość, podczas gdy obaj piloci, reszta załogi i wszyscy pasażerowie byli nieprzytomni. Wytwornica tlenu zasilająca maski, które automatycznie pojawiają się nad wszystkimi fotelami w samolocie po przekroczeniu pułapu około 3000 metrów w razie dekompresji, wystarcza bowiem tylko na kilkanaście minut. Steward natomiast posługiwał się przenośną butlą z tlenem (na pokładzie były 4 takie butle) i dzięki temu pozostał do końca przytomny. Ponadto był zawodowym nurkiem i żołnierzem sił specjalnych, i jego organizm był lepiej przystosowany do pracy w ekstremalnych warunkach. W czasie kiedy mężczyzna wzywał przez radio słabym głosem „mayday” pomocy, próbował cucić 2 pilota oraz usiłował przejąć stery – lewy silnik przestał działać na skutek braku paliwa. Samolot przechylił się na lewe skrzydło i około godz. 12:04 spadł na wzgórze w pobliżu Grammatiko.

## Ofiary
Wśród 121 ofiar (115 pasażerów + 6-osobowa załoga) znajdowało się 107 Cypryjczyków, 13 Greków i niemiecki pilot.
Koroner Philippos Koutsaftis, potwierdzający zgon poszczególnych ofiar katastrofy, stwierdził ponad wszelką wątpliwość, że w momencie zderzenia samolotu z ziemią wszystkie ze 121 osób znajdujących się na pokładzie Boeinga 737 jeszcze żyły. Sekcje zwłok potwierdziły, że w chwili katastrofy obecni na pokładzie samolotu wciąż żyli, aczkolwiek nie da się określić czy jeszcze byli świadomi.
| Kraj   | Pasażerowie | Załoga | Razem |
| ------ | ----------- | ------ | ----- |
| Cypr   | 103         | 4      | 107   |
| Grecja | 12          | 1      | 13    |
| Niemcy | –           | 1      | 1     |
| Razem  | 115         | 6      | 121   |

## Czarny sierpień
Katastrofa ta to część serii znanej jako „czarnego sierpnia” – okresu w historii lotnictwa (od 2 sierpnia do 5 września 2005 roku), podczas którego wydarzyła się niespotykana dotąd liczba sześciu poważnych katastrof lotniczych. W tym: katastrofa lotu Air France 358, katastrofa lotu Tuninter 1153, katastrofa lotu Helios Airways 522, katastrofa lotu West Caribbean Airways 708, katastrofa lotu TANS Perú 204 i katastrofa lotu Mandala Airlines 091. Podczas „czarnego sierpnia” zginęło łącznie 487 osób.